# EBay (pjesma)
"eBay" je singl Weird Ala Yankovica s albuma Poddle Hat. 

## O pjesmi
"eBay" je parodija pjesme "I Want It That Way" Backstreet Boysa. U pjesmi, Weird Al opisuje svoju opsjednutost eBay-em, te kako mu je kuća pretrpana "smećem" koje kupuje. Između ostalog, u pjesmi spominje kako je kupio, ili je dao ponudu za Alfovu budilicu, tupe Williama Shatnera, oštećene palice za golf, pepeljaru Dukes of Hazarda, Pac-manovu kutiju za ručak, Kleenex koji je koristio Dr. Dre, poster Farre Fawcett i drugo.
Iako je snimljena još 2003., pjesma je objavljena tek 2006., nakon što se našla na 15. mjestu top liste "Bubbling Under Hot 100 Singles". 

## Popis pjesama
1. "eBay" - 3:36

## Top liste
| Top lista (2007.)                        | Peak Pozicija |
| ---------------------------------------- | ------------- |
| Billboard Bubbling Under Hot 100 Singles | 15.           |